# Bouaké
Bouaké je město ležící ve středu Pobřeží slonoviny. Je to hlavní město regionu Vallée du Bandama. V roce 2002 ve městě žilo podle sčítání lidu 775 300 obyvatel a je to tak druhé největší město země po Abidžanu, do roku 1910 však bylo jen vesnicí a tehdy se jmenovalo Gbekekro.

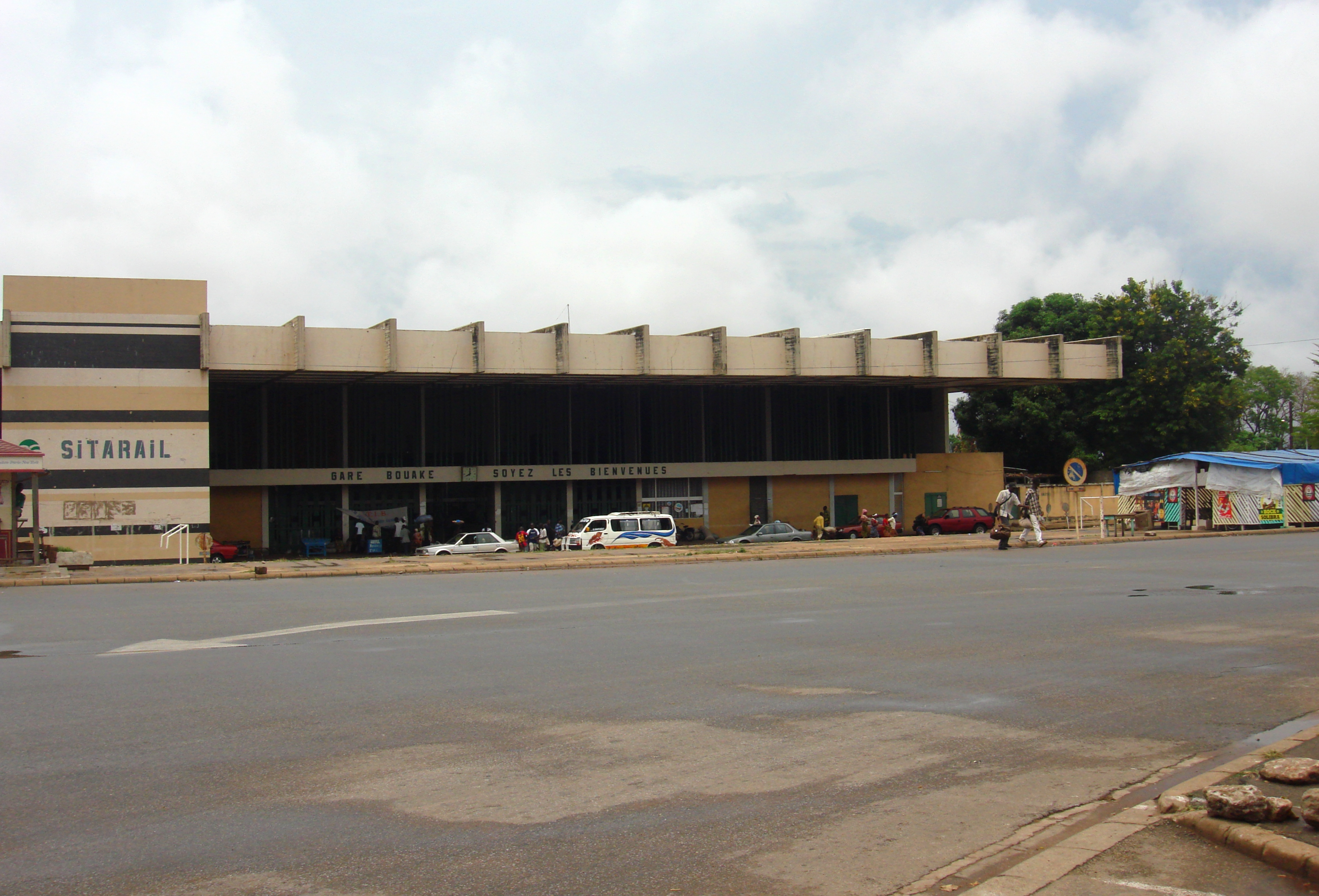
Vlakové nádraží

Obyvatelstvo je převážně muslimského vyznání a město je centrem etnické skupiny Baulů.

V době občanské války bylo centrem rebelů, ovládajících severní polovinu země.

Bouaké leží na přechodu mezi savanami na severu a lesy v jižní části Pobřeží slonoviny. To souvisí s polohou města v periodicky suchém savanovém pásmu při jeho jižním okraji. Teplotní rozpětí je mezi 22 a 35 °C.

Město je důležitým obchodním centrem na železnici z Abidžanu do Ouagadougou v Burkině Faso. Je zde tabákový průmysl, výroba stavebních materiálů, textilu. V oblasti se produkuje a zpracovává bavlna a agáve sisalová, na plantážích pěstují káva a kakao, místní zemědělci jamy, banány, maniok, čirok, proso, ananasy. V okolí byla nalezena rtuť, mangan a zlato.

## Partnerská města
- Mopti Mali
- Brescia Itálie
- Beerševa Izrael
- Reutlingen Německo
- Villeneuve-sur-Lot Francie